# Templo de Apolo (Side)
El Templo de Apolo era un antiguo templo romano dedicado a Apolo en la ciudad de Side, en Panfilia, Asia Menor, en la actual Turquía.

Planos del Templo de Atenea (superior) y del Templo de Apolo (inferior). Las columnas que se conservan del templo de Apolo están marcadas en color más oscuro.

El templo dedicado a Apolo data del período romano de finales del siglo II a. C. Apolo era una de las principales divinidades de Sides. El edificio estaba situado en la parte sur del promontorio de la ciudad, cerca del paseo marítimo y del puerto. Era un templo períptero y era de estilo corintio. Tenía 6 columnas en los lados cortos y 11 columnas en los lados largos. El estilobato del templo medía aproximadamente 16 × 30 m. En el interior del templo había un pronaos con dos columnas (dístilo in antis) delante, y un naos pero no opistodomos.
El templo tiene cinco columnas con arquitrabe y friso en la parte superior, que se volvieron a erigir durante las obras de restauración de la década de 1980. El friso está decorado con cabezas de Medusa. Por lo demás, lo que queda del templo son principalmente sus cimientos y elementos estructurales individuales. Inmediatamente al sur del templo de Apolo se encontraba el Templo de Atenea, de arquitectura muy similar, aunque de mayores dimensiones. A principios del período cristiano, los templos estaban en ruinas, habiendo sido sustituidos por el atrio de la iglesia conocida como Basílica meridional en los años 400 o 500.